# Райхман, Тобиас
Тобиас Райхман (нем. Tobias Reichmann; род. 27 мая 1988 года, Восточный Берлин) — немецкий гандболист, выступает за немецкий клуб «Эмсдеттен» и сборную Германии.

## Карьера

### Клубная
Тобиас Райхман начинал профессиональную карьеру в клубе «Котбус», который выступал в региональной лиге. В 2008 году выступал за клуб «Янгстерс». В 2009 году перешёл в «Киль», за который во всех турнирах сыграл 132 матча и забил 183 гола. В 2012 году перешёл в «Вецлар». В 2014 году перешёл в польский клуб «Виве» Кельце, с которым в 2016 году выиграл Лигу чемпионов ЕГФ.

### В сборной
Тобиас Райхман за сборную Германии провёл более 70 матчей и забросил более 200 мячей. В составе сборной Германии стал чемпионом Европы 2016 года, вошёл в символическую сборную чемпионата как лучший правый крайний.

## Достижения
- Чемпион Германии: 2010, 2012
- Обладатель Кубка Германии: 2010, 2011
- Обладатель Суперкубка Германии: 2011
- Победитель Лиги чемпионов ЕГФ: 2010, 2012, 2016
- Чемпион Польши: 2015, 2016, 2017
- Обладатель Кубка Польши: 2015, 2016, 2017
- Чемпион Европы: 2016
- Бронзовый призёр летних Олимпийских игр: 2016

## Статистика
Статистика Тобиаса Райхмана в сезоне 2018/19 указана на 30 января 2019 
| Сезон              | Клуб              | Лига             | Матчи | Голы | 7-метр | Голы |
| ------------------ | ----------------- | ---------------- | ----- | ---- | ------ | ---- |
| 2009/10            | Киль              | Бундеслига       | 21    | 23   | 0      | 23   |
| 2010/11            | Киль              | Бундеслига       | 30    | 55   | 0      | 55   |
| 2011/12            | Киль              | Бундеслига       | 27    | 37   | 0      | 37   |
| 2012/13            | Ветцлар           | Бундеслига       | 34    | 126  | 0      | 126  |
| 2013/14            | Ветцлар           | Бундеслига       | 31    | 98   | 22     | 76   |
| 2014/15            | Виве Тарге Кельце | Чемпионат Польши | 23    | 48   | 0      | 48   |
| 2015/16            | Виве Тарге Кельце | Чемпионат Польши | 22    | 79   | 5      | 74   |
| 2017/18            | МТ Мельзунген     | Бундеслига       | 30    | 133  | 39     | 94   |
| 2018/19            | МТ Мельзунген     | Бундеслига       | 18    | 84   | 32     | 52   |
| 2009-14, 2017-н.в. | Итого             | Бундеслига       | 191   | 556  | 93     | 463  |
| 2014—2017          | Итого             | Чемпионат Польши | 45    | 127  | 5      | 122  |